# Nepál az 1964. évi nyári olimpiai játékokon
Nepál a japán Tokióban megrendezett 1964. évi nyári olimpiai játékok egyik részt vevő nemzete volt. Az országot az olimpián 2 sportágban 6 sportoló képviselte, akik érmet nem szereztek. Nepál első alkalommal vett részt az olimpiai játékokon.

## Atlétika
Férfi
| Versenyző           | Versenyszám | Döntő         | Döntő         |
| Versenyző           | Versenyszám | Idő           | Helyezés      |
| ------------------- | ----------- | ------------- | ------------- |
| Bhupendra Silwal    | Maraton     | nem ért célba | nem ért célba |
| Ganga Bahadur Thapa | Maraton     | nem ért célba | nem ért célba |

## Ökölvívás
| Versenyző          | Versenyszám  | Selejtező         | 32-es főtábla                         | Nyolcaddöntő               | Negyeddöntő       | Elődöntő          | Döntő             | Helyezés |
| Versenyző          | Versenyszám  | Ellenfél Eredmény | Ellenfél Eredmény                     | Ellenfél Eredmény          | Ellenfél Eredmény | Ellenfél Eredmény | Ellenfél Eredmény | Helyezés |
| ------------------ | ------------ | ----------------- | ------------------------------------- | -------------------------- | ----------------- | ----------------- | ----------------- | -------- |
| Nam Singh Thapa    | Légsúly      |                   | erőnyerő                              | Robert Carmody (USA) · RSC | kiesett           | kiesett           | kiesett           | 9.       |
| Bhim Bahadur Thapa | Pehelysúly   |                   | Heinz Schulz (EUA) · 0-5              | kiesett                    | kiesett           | kiesett           | kiesett           | 17.      |
| Ram Prasad Gurung  | Könnyűsúly   | erőnyerő          | Kajdi János (HUN) · RSC               | kiesett                    | kiesett           | kiesett           | kiesett           | 17.      |
| Om Prasad Pun      | Kisváltósúly | erőnyerő          | Tadesse Gebregiorgis (ETH) · kizárták | Habib Galhia (TUN) · KO    | kiesett           | kiesett           | kiesett           | 9.       |